# .arpa
.arpa es un dominio de Internet genérico de nivel superior usado exclusivamente para la infraestructura de Internet.
El dominio .arpa fue establecido en 1985 para que facilitara la transición hacia los sistemas DNS y luego ser eliminado. La red ARPANET fue la predecesora de Internet creada en el Departamento de Defensa de los Estados Unidos por la Agencia de Proyectos de Investigación Avanzada (ARPA), y cuando el sistema de DNS's comenzó a funcionar los dominios de ARPANET fueron inicialmente convertidos al nuevo sistema añadiéndoles .arpa al final. Otras redes también fueron convertidas al nuevo sistema usando pseudo-dominios, añadiendo al final dominios como .uucp o .bitnet, aunque estos nunca fueron añadidos a los dominios genéricos de Internet.
Sin embargo, la eliminación .arpa una vez hubiese servido como dominio de transición se comprobó poco práctico, porque in-addr.arpa era usada por los servidores DNS inversos para la obtención de direcciones IP (o búsqueda DNS inversa). Por ejemplo la dirección 212.30.222.56 es mapeada al nombre 56.222.30.212.in-addr.arpa.
También se intentó crear una nueva infraestructura de bases de datos bajo el dominio .int, en vista de eliminar .arpa. En mayo de 2000 este proyecto fue cancelado y se decidió conservar el dominio .arpa para su propósito inicial y utilizar .int para organizaciones internacionales.